# Politikåret 1907

## Händelser
- 25 januari - Den första socialdemokratiska kvinnokonferensen i Stockholm kräver kvinnlig rösträtt.
- 22 mars - Efter att regeringen i Transvaal proklamerat krav om registrering med fingeravtryck av dess asiatiska befolkning svarar 10 000 indier med passivt motstånd under sin ledare Mahatma Gandhi som uppmanar till protestmarscher och civil olydnad.
- 11 maj - Den svenska regeringens rösträttsförslag bifalls av riksdagen.
- 14 maj - Rösträtt till Andra kammaren införs i Sverige för män över 24 år. Systemet ändras från majoritetsval till proportionella val. Reformen träder dock i kraft först 1909, eftersom det är en grundlagsändring, som måste antas två gånger, med ett val emellan.
- 25 maj - Den svenska riksdagen beslutar att bygga Inlandsbanan.
- 2 augusti - Som hämnd för mord på nio europeiska arbetare i Casablanca i Marocko utsätts staden för intensiv beskjutning av franska krigsfartyg.
- 26 september - Nya Zeeland får ställning som dominion inom brittiska samväldet.[1]
- 23 oktober - Jørgen Løvland efterträder Christian Michelsen som Norges statsminister.[2]
- 16 november - Oklahoma blir den 46:e delstaten att ingå i den amerikanska unionen.[3]
- 4 december
  - Carl-Gustaf Ehrensvärd blir svensk sjöminister.
  - Arvid Lindman blir svensk krigsminister (i 26 dagar).
- 8 december - Sveriges kung Oscar II dör och efterträds på den svenska tronen av sin son Gustaf V.[4]

## Val och folkomröstningar
- 15–16 mars – Riksdagsval i Finland.

## Organisationshändelser
- Kristligt Sociala Partiet bildas i Nederländerna.
- Kristna Socialistförbundet bildas i Nederländerna.

## Födda
- 8 mars – Konstantinos Karamanlis, Greklands president 1980–1985 och 1990–1995.
- 14 april – François Duvalier, Haitis president 1957–1971.
- 14 maj – Mohammad Ayub Khan, Pakistans president 1958–1969.
- 31 augusti – Ramon Magsaysay, Filippinernas president 1953–1957.
- 2 oktober – Víctor Paz Estenssoro, Bolivias president 1952–1956, 1960–1964 och 1985–1989.
- Okänt datum – Paul Magloire, Haitis president 1950–1956.

## Avlidna
- 21 februari – Erik Gustaf Boström, Sveriges statsminister 1891–1900 och 1902–1905.
- 11 mars – Jean Casimir-Perier, Frankrikes president 1894–1895.
- 14 april – Miguel Juárez Celman, Argentinas president 1886–1890.

### Fotnoter
1. ↑  ”New Zealand” (på engelska). World Statesmen. http://www.worldstatesmen.org/New_Zealand.htm. Läst 7 november 2012.
2. ↑  ”Norway” (på engelska). World Statesmen. http://www.worldstatesmen.org/Norway.htm. Läst 2 augusti 2015.
3. ↑  ”Oklahoma” (på engelska). World Statesmen. http://www.worldstatesmen.org/US_states_O-R.html#Oklahoma. Läst 7 november 2012.
4. ↑  ”Sweden” (på engelska). World Statesmen. http://www.worldstatesmen.org/Sweden.html. Läst 22 november 2012.